# Balaguère
Pour l’article ayant un titre homophone, voir Balaguer (homonymie).
La balaguère est un vent venant du Sahara en passant par l'Espagne qui souffle dans les vallées des Pyrénées : il s'agit d'un effet de foehn.

## Origine et particularités
La balaguère, ou balaguéro (« tourment de vent du sud » en idiome béarnais), est un air tropical continental.
Dû aux hautes pressions sur l'Espagne et basses pressions sur la Normandie et la Manche, c'est un vent chaud de secteur sud, de très faible vitesse.
Le vent prend source dans les gorges du Pont d'enfer et Portalet, et sa zone d'influence recouvre le Béarn. Son cours fait 120 km de large pour 200 km de long.
La balaguère amène la pluie.